# Чорлу
Чорлу̀ (на турски: Çorlu) е град в Република Турция, Източна Тракия. Градът е част от вилаета Родосто, а населението му е 279 251 жители (2020).

## История
За историята и състоянието на Чорлу през 1762 г. споменава Руджер Йосип Бошкович. Тогава там живели около 3000 турци, 250 гръцки семейства, 100 арменци и 10 евреи. Имало е 3 джамии, гръцка и арменска черкви, медресе и хан (страноприемница).
През XIX век в две махали на града живеят и българи преселници от Странджанско, Средногорско и Севлиево.
При избухването на Балканската война през 1912 година 5 души от Чорлу са доброволци в Македоно-одринското опълчение. В 21 век Чорлу е съвременен промишлен град на територията на който се намират многобройни фабрики и заводи, предимно от текстилната и шивашката промишленост. В града живеят и работят много преселници от България.

## Личности
Родени в Чорлу
- Атанас Теофилов (1893 – ?), български юрист, в 1922 година завършил право в Софийския университет[4]
- Иван Христов Танев, македоно-одрински опълченец, 3 рота на 5 одринска дружина[5]
- Кочо Андонов, македоно-одрински опълченец, 18-годишен, четата на Никола Андреев[6]
- Кочо Гараев (1888 – ?), македоно-одрински опълченец, Солунски доброволчески отряд[7]
- Манук Авдикян (Авдукян), 24 (30)-годишен, македоно-одрински опълченец, Сярска чета, 15 щипска дружина[8]
- Пеньо Чернеолу (1820 – 1865) (Хвърковатият, Шипкалията), български хайдутин[9][10]
- Петър Кръстев Гарбижанов, македоно-одрински опълченец, 2 рота на 15 щипска дружина[7]

Починали в Чорлу
- Петър Дим. Димитров, български военен деец, подпоручик, загинал през Балканската война на 14 декември 1912 година[11]
- Спас Марков, български военен деец, подпоручик, загинал през Балканската война на 5 януари 1913 година[12]

## Други
На Чорлу е наречена улица в квартал „Орландовци“ в София (Карта).